# 三国群英伝ONLINE
三国群英伝ONLINE（さんごくぐんえいでんおんらいん）は台湾のUserJoy Technology社が開発したMMORPG。日本ではUSERJOY JAPANによって運営されている。アイテム課金制のため基本プレイ料金は無料である。

## 特徴
プレイヤーは、全軍の頂点に立つ猛将・多くの軍兵を統率する豪傑・後方戦略の達人である軍師・多種多様な奇術を操る方士に扮してプレイする。軍団システム、国戦システム、統率システム、官職システム、ＭＰＫシステム　放置狩りシステム　多重起動システム　の７つを柱としている。
軍団システム
一般的なMMORPGにおけるギルドなどに相当するもの。軍団経験値（これは軍団員の寄付金によって増える）を上げていくと軍団等級が上がり軍団倉庫の使用や城の保有（軍団長が太守となる）となることができるようになる。
国戦システム
毎週水・土曜日（青龍サーバー）、木・日曜日（白虎サーバー）、水・日曜日（朱雀サーバー）の21時から23時まで行われるサーバー単位の大規模なPvPが国戦である。国戦が実施される各サーバーの1チャンネル（他に国戦の実施されないチャンネルが2つあり、データはサーバー単位で共通となっており、国戦に参加しないプレイヤーは非国戦チャンネルで通常通りのプレイをすることができる）では各城内にある全ての商店、倉庫、兵営、宮殿等の施設は扉が閉められるなど通常のプレイとは異なったものとなる。
なお、国戦期間以外では一部の城にある闘技場でPvPを行うことができる。
統率システム
このゲームにおける最大の特徴である統率システムは、プレイヤー以外に最大10人（職業によって異なる）の兵士を率いて戦うころができるというものである。兵士のほかに国戦で特に効果を発揮する攻城兵器や召喚獣も扱うことができる。兵士などにはそれぞれ必要統率値があり、率いるためにはその合計以上のステータスの統率を振る必要がある。
官職システム
有名武将や国戦での討伐、一部クエストなどで得られる勲功値と金を消費することで官職を得ることができる。官職は9品から1品まであり、ステータスに補正がかかる。
ＭＰＫシステム
有名武将などを使い他プレイヤーを倒すことができる。対ＢＯＴ用システム。
放置システム
統率型の職では　狩場で放置するだけでドロップによる収入と経験値上げが可能な為、廃人以外でも課金だけで対抗できる。放置狩りにおいてうまいまずいが存在する為、MPKが行われ問題になっている
多重起動システム
複数のアカウントを所持するプレイヤーが殆どである。それは一つのクライアントで同時起動できるためで、追尾機能を使って一人でPT狩りをする器用なユーザーも存在する。また複数のアカウントを同時起動で狩場独占も普通に行われている

## 職業
猛将
最大兵士数：2
全軍の頂点に立ち、最も高い攻撃力と防御力を備え、最強の5次必殺技を習得することができる。
豪傑
最大兵士数：10
最多で4階の必殺技を習得することができ、同時に数多くの武将技を学ぶことが可能。万能型の職務に属す。
軍師
最大兵士数：8
実用性の極めて高い武将技を習得することができ、隊員の生命を回復することも可能。
方士
最大兵士数：4
強力な武将技を備え、広範囲への打撃が可能。部隊には欠かせない攻撃型の職務。